# Swiss Epic
Swiss Epic ist ein internationales Cross-Country-Etappenrennen für Zweiermannschaften in den Schweizer Alpen. Das Rennen ist Teil der   Epic Series, zu der unter anderem auch das Absa Cape Epic gehört. Es wird in den Kategorien Frauen, Männer, Mixed, Masters (über 40 Jahre) und Grand Masters (über 50 Jahre) ausgetragen.

## Beschreibung
Von 2019 bis 2023 findet das Rennen im Kanton Graubünden statt. Die sechs Destinationen Arosa, Davos, Lenzerheide, Laax, Scuol und St. Moritz wechseln sich als Etappenorte ab, wobei jedes Jahr drei Orte zu Etappenorten des Rennens werden, das fortan «Swiss Epic Graubünden» heisst. 
2019 führte das Rennen von Davos über St. Moritz und Lenzerheide nach Davos. Die fünf Tagesetappen waren insgesamt 350 Kilometer lang und beinhalteten 12'000 Höhenmeter.
2014 bis 2018 war der Wettbewerb im Kanton Wallis unter dem Namen des Hauptsponsors als  Perskindol Swiss Epic durchgeführt worden. Nach der Erstaustragung wurde das Rennen durch die Union Cycliste Internationale in die hors categorie (SHC), die höchste Rennklasse unterhalb des Mountainbike-Weltcups, aufgewertet.
Zusätzlich wurde das verkürzte Rennformat Swiss Epic Flow mit den Kategorien Ladies, Men und Mixed veranstaltet. In diesem Format werden ein Teil der steigenden Bergpassagen mittels Shuttle-Service zurückgelegt. Diese Rennen führten 2014 über 300 Kilometer Länge und 8.000 Höhenmeter.

## Sieger
| Männer (UCI) - 2024 Gian Schmid / Lukas Flückiger - 2023 Martin Stošek / Marc Stutzmann - 2022 Fabian Rabensteiner / Daniel Geismayr - 2021 Nicola Rohrbach / Lukas Flückiger - 2020 Nino Schurter / Lars Forster - 2019 Fabian Rabensteiner / Michele Casagrande - 2018 Matthias Stirnemann / Andri Frischknecht - 2017 Daniel Geismayr / Jochen Käß - 2016 Lukas Flückiger / Reto Indergand - 2015 Mathias Flückiger / Lukas Buchli - 2014 Lukas Buchli / Mathias Flückiger | Frauen (UCI) - 2024 Mónica Calderon Martinez / Tessa Kortekaas - 2023 Vera Looser / Kimberley Le Court - 2022 Bettina Janas / Adelheid Morath - 2021 Ariane Lüthi / Robyn de Groot - 2020 Haley Batten / Annika Langvad - 2019 Adelheid Morath / Bettina Janas - 2018 Haley Smith / Catharine Pendrel - 2017 Esther Süss / Jennie Stenerhag - 2016 Jolanda Neff / Alessandra Keller - 2015 Adelheid Morath / Sally Bigham - 2014 Annika Langvad / Ariane Kleinhans |